# جنگ صلیبی فقیران
جنگ صلیبی فقیران (به انگلیسی: Crusade of the Poor) [یک] لشکرکشی توسط افراد غیرنظامی بود - که در بهار و تابستان ۱۳۰۹ توسط اعضای طبقات پایین انگلیس، برابانت، شمال فرانسه و راینلند آلمان انجام شد. در پاسخ به درخواست پاپ برای حمایت مالی و معنوی از جنگجویان صلیبی که در سرزمین مقدس در حال نبرد بودند، این افراد به شدت فقیر که پولی برای کمک نداشتند، برای پیوستن به ارتش جمع شده بودند. در طول راه آنها به غارت، آزار و شکنجه یهودیان و درگیری با مقامات محلی پرداختند. هیچ‌یک از آنها به سرزمین مقدس نرسیدند و در نهایت لشکر آنها پراکنده شد.

## تبلیغات جنگ‌های صلیبی

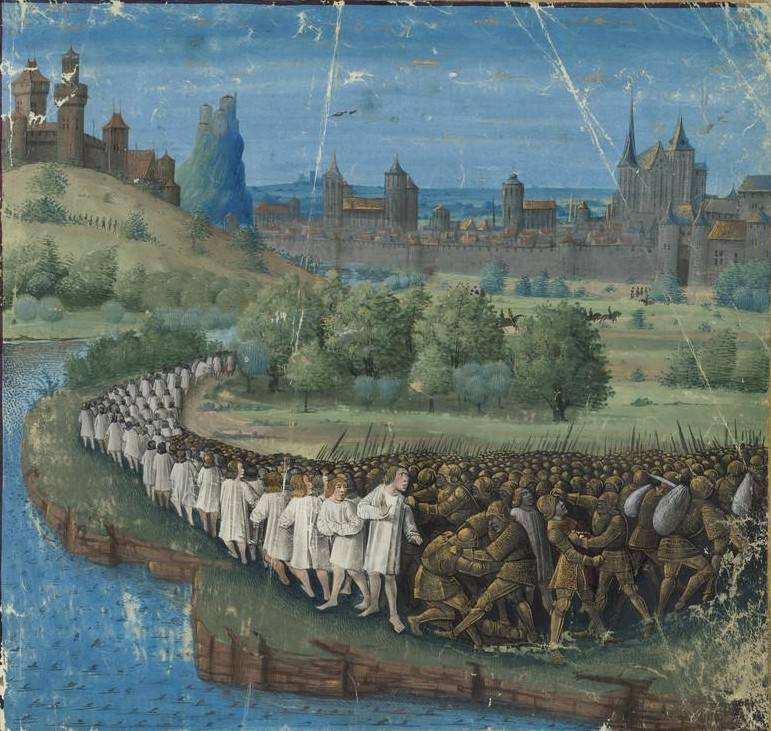
لشکر صلیبون فقیر که خود را برادران صلیب نامیده بمودند

جنگ صلیبی فقرا اولین ابراز حمایت از جنگهای صلیبی پس از سقوط دولتهای صلیبی در سرزمین مقدس بود. عکا آخرین شهر باقیمانده از پادشاهی اورشلیم، در سال ۱۲۹۱ به دست مملوکان افتاد. در اوت ۱۳۰۸ پاپ کلمنت پنجم دستورالعمل‌هایی را برای تبلیغ جنگ صلیبی صادر کرد که قرار بود دربهار ۱۳۰۹ علیه مملوکان آغاز شود. در اوایل سال ۱۳۰۹ جنگ صلیبی به پاییز موکول شد. در ژوئن و ژوئیه ۱۳۰۹ کلمنت طی نامه‌هایی به اسقف‌هایی که متهم به تبلیغ جنگ صلیبی در شمال آلپ بودند، یادآوری کرد که آنها فقط باید بودجه دریافت کنند و دعا بخواهند و درخواست مشارکت در نبرد را بر عهده دولت‌ها بگمارند. به کسانی که پول پرداخت می‌کردند، پیشنهاد التقاط می‌شد.
با این حال در بهار ۱۳۰۹، واعظان با شور و حرارت شدید جنگ صلیبی تبلیغ می‌کردند. گروه‌های بزرگی از صلیبی‌ها - که در برخی از گزارش‌ها ده‌ها هزار نفر تخمین زده شده‌است - شروع به راهپیمایی به سمت درگاه پاپ در آوینیون کردند. این مردان «صلیب را برداشته بودند»، یعنی صلیبها را به تقلید از اولین صلیبی‌ها بر روی لباس خود دوخته بودند، اما مشارکت آنها توسط اسقف‌های تبلیغ کنندهٔ جنگ صلیبی رد شده بود. با این حال بیشتر آنها به آوینیون می‌رفتند و قصد داشتند به ارتش بپیوندند. تعداد کمی از آنها سوار کشتی‌های دانوب شدند که قصد داشتند خودشان به سرزمین مقدس برسند. منابع وقایع نگاری جهانی، به ویژه سالنامه‌های گنت، توافق دارند که آنها عمدتاً فقیر بودند: دهقانان بی زمین، کارگران کشاورزی و صنعتگران بیکار شهری (مانند خزداران و خیاط‌ها). چند شهربان آلمانی ثروتمند و حتی برخی شوالیه هم میان آن‌ها بودند، اما اشراف بالاتر نمایندی نداشتند. اگرچه اکثریت مرد بودند، زنان نیز به آن پیوستند. به گفته تاریخ‌نویس گنت «تعداد بیشماری از مردم عادی انگلیس، پیکاردی، فلاندر، برابانت و آلمان … برای فتح سرزمین مقدس به راه افتادند».

## جنگ صلیبی غیررسمی
صلیبی‌های فقیر خود را «برادران صلیب» می‌نامیدند و ظاهراً خود را نظامی می‌پنداشتند. با این حال، تاریخ‌نویسان تأکید می‌کنند که این جنبش کاملاً بدون رهبربوده است. کلیسا هزینه‌ای به آنان پرداخت نمی‌کرد و در نتیجه برای تأمین بودجه لشگرکشی خود دست به سرقت و چپاول گسترده زدند. یهودیان هدف مورد علاقهٔ آنان بودند. بیش از ۱۰۰ یهودی که به قلعه بورن در دوک نشین گالدرس پناه بردند قتل‌عام شدند. یهودیان لوون و تینن تهدید شدند و به قلعه ژناپه در برابانت پناه بردند. هنگامی که صلیبی‌ها قلعه را محاصره کردند، دوک جان دوم برابانت که حامی یهودیان بود لشکری را برای دفاع از آنها فرستاد. آنها در جنگ با سپاهیان دوک متحمل خسارات زیادی شدند. با وجود عدم رهبری و برنامه‌ریزی، حدود ۳۰ تا ۴۰ هزار صلیبی در ژوئیه ۱۳۰۹ به آوینیون رسیدند. این احتمال وجود دارد که عدهٔ کمی به بندر مارسی (نقطه برنامه‌ریزی شده برای ورود) راه پیدا کردند.
"برادران" از پاپ کلمنت خواستند که لشکرکشی برنامه‌ریزی شده را به یک جنگ صلیبی کامل برای مشروعیت بخشیدن به اقدامات خود و اجازه دادن به آنها برای انجام جنگ به رسمیت بشناسد. اما پاپ از این کار سر باز زد و آنها نتوانستند عهد خود را برای رفتن به سرزمین مقدس بجا آورند. کشتی‌های نظامی و تجاری با قاطعیت از حمل هر یک از "برادران" خودداری کردند؛ بنابراین همهٔ صلیبیون که دیگر قادر به جنگیدن نبودند پراکنده شدند. به گفته تاریخ‌نویس گنت، آنها به سادگی "با سردرگمی به خانه‌های خود بازگشتند.

## جنگ صلیبی رسمی
در ۴ نوامبر ۱۳۰۹، پاپ کلمنت اعتراف کرد که اعزام سربازان به سرزمین مقدس فقط یک کار مقدماتی برای کمک به دفاع از قبرس و اجرای ممنوعیت تجارت کاتولیک‌ها با مسلمانان بوده‌است. اعزام رسمی در ژانویه ۱۳۱۰ از مقصد بندر بریندیسی ایتالیا بود اما به دلیل بدی هوا تا بهار به تأخیر افتاد. این امر به فرماندهی مستقیم استاد بزرگ، فاولک دو ویارارت که با یک دستیار پاپ به نام پیر دو پلین-شاسی همراه بود انجام شد. این نیروها شامل ۲۶ گالی (از جمله برخی از جنوا)، سیصد شوالیه و حدود سه هزار سرباز پیاده بود. هنگامی که ناوگان به حرکت درآمد، هنوز مشخص نبود که ویارایلت قصد دارد آن‌ها را کجا ببرد و به جای رفتن به سرزمین مقدس، به سمت جزیره رودس بیزانس حرکت کرد. در ۱۳ ماه مه هنگامی که ویارارت پیام صلح را به ونیز فرستاد، در آبهای یونان بود ارتش صلیبی در فتح نهایی شهر رودس در ماه اوت شرکت کرد. رودز یک پایگاه مهم از نظر استراتژیک برای فعالیتهای آینده بود و به عنوان پایگاه مرکزی آنان در سال ۱۳۱۱ مطرح گردید.